# Nefron

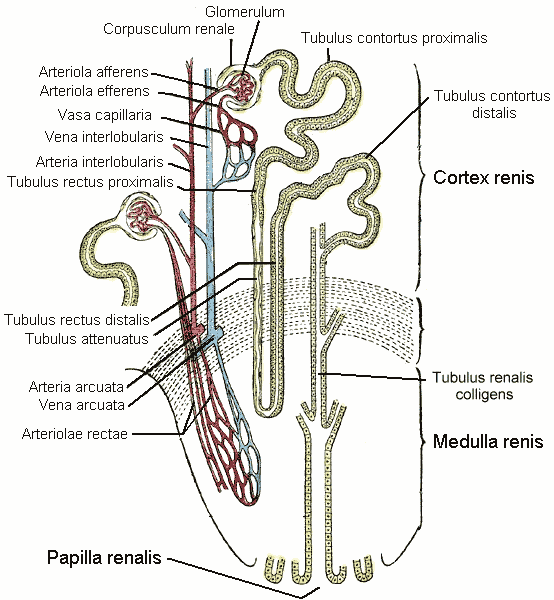
Nefron – schemat budowy z nazwami łacińskimi

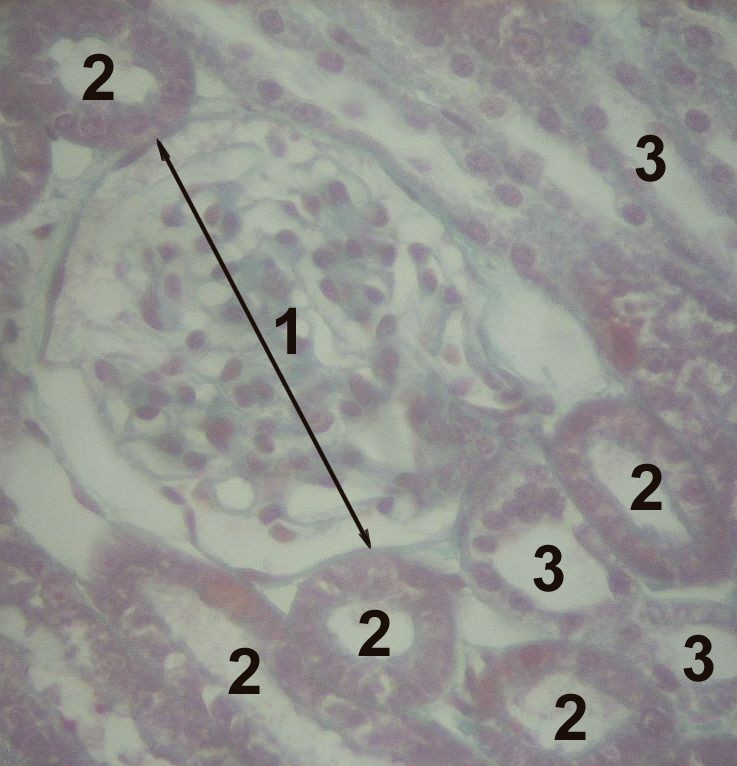
Kora nerki (preparat histologiczny, MŚ):
1. Ciałko nerkowe 2. Kanalik proksymalny
3. Kanalik dystalny

Nefron – podstawowa jednostka funkcjonalno-strukturalna nerki. Składa się z dwóch zasadniczych części: ciałka nerkowego (kłębuszek nerkowy + torebka kłębuszka) oraz kanalika nerkowego. Liczba nefronów w nerce człowieka jest cechą osobniczą – wahać się może od 1 do 4 mln.

## Ciałko nerkowe (ciałko Malpighiego)
Ciałko nerkowe (corpusculum renis) zbudowane jest z kłębuszka nerkowego sieci dziwnej oraz otaczającej go torebki Bowmana. W ciałku nerkowym na zasadzie filtracji fizycznej (tzw. filtracji kłębuszkowej) powstaje mocz pierwotny (jest to przesączona krew pozbawiona białek i elementów morfotycznych). W ciągu doby obie nerki wytwarzają 110–220 litrów moczu pierwotnego (dla porównania mocz ostateczny to tylko ok. 1,5 litra).

### Kłębuszek nerkowy
Sieć dziwna (cudowna) składa się z dwóch tętnic – doprowadzającej o większym świetle i odprowadzającej o węższym świetle, co ma duże znaczenie w filtracji krwi, ponieważ wytwarza się ciśnienie. W skład sieci wchodzi około 30 pętli naczyń krwionośnych włosowatych (kapilarnych).

### Torebka kłębuszka (torebka nefronu)
Torebka kłębuszka (capsula glomeruli – capsula Bowmani) składa się z dwóch blaszek.
- Blaszka wewnętrzna (trzewna) przylega do kłębuszka nerkowego; zbudowana jest z nabłonka jednowarstwowego płaskiego i komórek zwanych epicytami, które mają beleczkowate wypustki zwiększające powierzchnię.
- Blaszka zewnętrzna (ścienna) zbudowana również z nabłonka jednowarstwowego płaskiego, ale z komórek wyższych niż epicyty, mających błonę podstawną.

Między dwiema blaszkami torebki znajduje się światło torebki kłębuszka, gdzie spływa mocz pierwotny. Miejsce, w którym blaszka zewnętrzna przechodzi w blaszkę wewnętrzną, nazywamy biegunem naczyniowym, natomiast miejsce, w którym światło torebki przechodzi w kanalik bliższy (proksymalny), nazywamy biegunem moczowym. W torebce nefronu powstaje mocz pierwotny – mocz niestężony.

## Kanalik nerkowy (kanalik nefronu)
Kanalik na całej swojej długości zbudowany jest z nabłonka jednowarstwowego brukowego (izopryzmatycznego). Ten typ nabłonka ma zdolność do łatwego i intensywnego transportu jonów i związków organicznych. W kanaliku dochodzi do wytworzenia moczu ostatecznego, co następuje przez proces resorpcji i sekrecji – wchłaniania wody i jonów soli. Kanalik nerkowy dzieli się na trzy charakterystyczne odcinki.

### Kanalik kręty I rzędu (kanalik proksymalny)
Kanalik kręty I rzędu (bliższy; kręty proksymalny; tubulus contortus I ordinis) powstał ze zwężenia torebki; posiada tak jak ona charakterystyczny rąbek szczoteczkowy. Długość tej części wynosi około 14 mm, grubość 40–60 μm. Dochodzi tu do resorpcji zwrotnej obowiązkowej (obligatoryjnej) oraz sekrecji kanalikowej. Do krwi powraca woda, jony (np. Na+, K+, Ca2+, Mg2+, Cl−) oraz związki organiczne (glukoza, kwasy organiczne, aminokwasy), natomiast do światła kanalika wydzielane są niektóre substancje (np. kwas moczowy).

### Pętla nefronu (pętla Henlego)
Pętla nefronu (pętla Henlego) składa się z ramienia zstępującego i wstępującego (które w odróżnieniu od kanalika bliższego i dalszego znajdują się w części rdzeniowej nerki). Nabłonek ramienia zstępującego jest przepuszczalny dla wody, natomiast wstępujący dla jonów soli (czynnie resorbuje jony i biernie mocznik). W tej części nefronu dochodzi do zagęszczenia moczu (im pętla dłuższa tym mocz bardziej zagęszczony), ponieważ organizm nie chce tracić wody. Mechanizm ten jest nazywany wzmacniaczem przeciwprądowym.
Średnica pętli wynosi 15 μm, natomiast długość bywa różna (waha się między 4–8 mm). Nerki gadów nie mają pętli, a w przypadku ptaków jest ona krótsza i nie zawsze ma pętlę zstępującą (ten typ pętli nazywany jest pętlą krótką).

### Kanalik kręty II rzędu (kanalik dystalny)
Kanalik kręty II rzędu (dalszy; kanalik dystalny; tubulus contortus II ordinis) jest to ostatnia część nefronu, w której dochodzi do resorpcji zwrotnej nadobowiązkowej (fakultatywnej), w czego wyniku powstaje mocz ostateczny (około 1,5 litra na dobę). Kanalik dystalny uchodzi do większego kanału zbiorczego. Ten dostarcza mocz do miedniczki nerkowej.

## Regulacja hormonalna
- Wazopresyna (VP, AVP) zwana inaczej antydiuretyną (ADH) – ten neurohormon wytwarzany przez podwzgórze (magazynowany w tylnym płacie przysadki) powoduje zmniejszenie wydzielania moczu (działa antydiuretycznie). Zwiększa przepuszczalność błony kanału dystalnego (pobudza wchłanianie wody). Niedobór ADH powoduje moczówkę prostą.
- Aldosteron i dezoksykortykosteron (mineralokortykoidy nadnerczy) – powodują zwiększenie resorpcji sodu (jonów Na+) i sekrecję potasu (jonów K+). Podnosi to ciśnienie krwi.